# Shobee
Shobee, de son vrai nom Chouaib Ribati, est un rappeur et chanteur marocain né à Safi le 12 mai 1991. Avant de se lancer dans une carrière solo, il a fait partie du groupe de rap Shayfeen aux côtés de Small-X et Snow. Ensemble, ils ont contribué à faire connaître le rap marocain sur la scène internationale. En 2019, Shobee et Shayfeen ont rejoint le collectif NAAR pour participer à l'album ‘Safar’.
Outre sa participation au sein du groupe, Shobee s'est également fait remarquer en tant qu'artiste solo sur la compilation Safar. Il a notamment collaboré avec Lomepal sur le titre “Ciel” et avec Madd et Laylow sur “Money Call”. Ces deux morceaux ont accumulé des millions d'écoutes sur les plateformes de streaming, propulsant ainsi Shobee sur le devant de la scène.
En plus de ces collaborations, le rappeur a sorti plusieurs singles, tels que “L'Vibe” en 2019, “Dat Way” en 2020, “Makayn Tahed” en 2021 et “Power – A ColorsxStudios ” en 2023, dans la même année, il a lancé son premier album solo sous le nom “Howls – Intro”. Cet Album a également rencontré un certain succès auprès du public.

## Discographie

### Avec Shayfeen
- 2011: Sahbi
- 2012: Aji Tchoufna feat. Tkarface
- 2012: S.O.S To Freedom feat. Empire Isis
- 2012: Aal Slama (freestyle)
- 2013: Kandwi Maak feat. Leck
- 2013: Would Asfi Boss
- 2014: Ghayb9aw Jouj
- 2014: Maghandwich feat. Two Tone
- 2017: OMG feat. West, Tagne, Madd & Xcep
- 2017: Wach Kayn Maydar[1]
- 2017: Bzzaf feat. 7liwa
- 2018: For the love
- 2018: Tcha Ra feat. West, Ouenza, ElGrande Toto & Madd[2],[3]
- 2019: Blessed[4]
- 2019: Babor
- 2020: Koun Wajed

### Carrière solo
- 2021: Makayn Tahed2023 : Howls (WAR)

1. Intro
2. Do It Again
3. All I Did
4. Ambitions
5. Power
6. Makayn Tahed
7. Khouk - Skit
8. Work (feat. Madd)
9. Sad Situation (feat. Lala &ce)
10. Mission
11. Crown
12. Committed (feat.Snor)
13. War - Interlude
14. Train de vie (feat. Laylow)
15. Want Some More
16. Break Your Face
17. Ungrateful